# Simfonia núm. 9 (Pettersson)
La Simfonia núm. 9 va ser escrita per Allan Pettersson el 1970. Pettersson va dedicar la simfonia a Sergiu Comissiona i a la Simfònica de Göteborg, que la van estrenar el 18 de febrer de 1971. Va ser un encàrrec per al 350è aniversari de la fundació de la ciutat de Göteborg.

## Història
La simfonia és la seva darrera composició abans d'una estada de nou mesos a l'Hospital Karolinska d'Estocolm (a partir del setembre de 1970). La salut de Pettersson va continuar es continuava deteriorant en aquell moment i també patia una insuficiència renal (encara no diagnosticada). Pettersson va compondre la simfonia en menys de mig any.

## Estructura
És la simfonia més llarga de Pettersson amb una durada aproximada de 70–85 minuts. És d'un sol moviment, encara que es divideix en una sèrie de seccions més petites que se succeeixen amb una pausa nominal com a màxim, però normalment cap.

## Música
Gairebé tot el material de la simfonia es basa en el motiu d'escala cromàtica ascendent (i posteriorment descendent) escoltat al principi, interpretat per fagots, violes i violoncels. El material addicional és una figura de notes repetides. Pettersson juxtaposa melodies innocents i diatòniques amb passatges d'una gran ferocitat contrapuntística. Hi ha seccions de tango i cànon i també una cita de la cançó núm. 10 Jungfrun och Ljugarpust (La donzella i el vent mentider) de les seves Cançons descalces. La Novena es pot descriure com una lluita prolongada en la qual l'harmonia és la vencedora definitiva. Els compassos finals de la simfonia consisteixen en una llarga melodia final (en termes de Peter Ruzicka⁣: un "Canto") tocada per violins i violoncels i més tard per violes a l'uníson, i acaba en una lenta i pacífica cadència plagal en fa major.
Segons Pettersson: "En el moment en què hom lluita a través d'una simfonia, finalment ha d'aconseguir uniformitat i harmonia, encara que duri 20 hores. Per això aquesta simfonia és tan llarga, hi ha tant nerviosisme i tensió extrema que triga molt de temps per resoldre-ho".
Paul Rapoport utilitza adjectius com vasta, malson i delirant per caracteritzar la simfonia. La simfonia és una unitat natural, orgànica i exigent per als músics i els oients.
Després de l'estrena a Göteborg, es va tornar a tocar el desembre de 1974, i les primeres actuacions a Estocolm es van donar els dies 25 i 26 de maig de 1976. Comissiona va descriure més tard la Novena com "Júpiter" entre les simfonies de Pettersson.

## Enregistraments
- Sergiu Comissiona, director de la Simfònica de Göteborg⁣; amb Philips 2-LP 6767 951, 1978. OCLC 604049544
- Alun Francis, director, Deutsches Symphonie-Orchester Berlin; amb cpo 999 231–2, 1994.OCLC 1011485081
- Christian Lindberg, director de l'Orquestra Simfònica de Norrköping; amb BIS 2038, 2013.OCLC 883802421